# Cleptomyces
Cleptomyces är ett släkte av svampar. Cleptomyces ingår i familjen Pucciniaceae, ordningen Pucciniales, klassen Pucciniomycetes, divisionen basidiesvampar och riket svampar.
|             | Puccinia                                     |
|             |                                              |
|             | Uromyces                                     |
|             |                                              |
|             | Gymnosporangium                              |
|             |                                              |
|             | Cumminsiella                                 |
|             |                                              |
|             | Miyagia                                      |
|             |                                              |
|             | Xenostele                                    |
|             |                                              |
|             | Endophyllum                                  |
|             |                                              |
|             | Chrysopsora                                  |
|             |                                              |
|             | Roestelia                                    |
|             |                                              |
|             | Stereostratum                                |
|             |                                              |
|             | Polioma                                      |
|             |                                              |
|             | Zaghouania                                   |
|             |                                              |
|             | Ramakrishnania                               |
|             |                                              |
|             | Cystopsora                                   |
|             |                                              |
|             | Kernella                                     |
|             |                                              |
|             | Corbulopsora                                 |
|             |                                              |
|             | Coleopucciniella                             |
|             |                                              |
|             | Chrysocyclus                                 |
|             |                                              |
|             | Chrysella                                    |
|             |                                              |
| Cleptomyces | \| \| Cleptomyces lagerheimianus \| \| \| \| |
|             | \| \| Cleptomyces lagerheimianus \| \| \| \| |
|             | Cleptomyces lagerheimianus                   |
|             |                                              |

|  | Cleptomyces lagerheimianus |
|  |                            |